# Hansi Lang
Hansi Lang, geboren als Johann Otto Lang, (* 13. Jänner 1955 in Wien-Hernals; † 24. August 2008 in Wien) war ein österreichischer Sänger und Schauspieler.

## Leben
Hansi Lang wurde am 13. Jänner 1955 im Wiener Bezirk Hernals als Sohn des amerikanischen Besatzungsoffiziers Albert Hicks und der aus Böhmen stammenden Emilie Lang geboren. Ab 1958 lebte Lang in der US-Army-Einrichtung bei Les Ormes in Frankreich, ehe seine Familie 1961 – zum Beginn seiner Schulzeit – nach Wien zurückzog. Lang wohnte den überwiegenden Teil seines Lebens in einem Gemeindebau (heute „Hansi-Lang-Hof“) in Wien-Döbling.

### Karrierebeginn
Mit 13 Jahren war Lang bereits Schlagzeuger einer Amateurband. Schon in den 1970er Jahren machte sich Hansi Lang einen Namen als Sänger in diversen Bands („Plastic Drug“ von Peter Schleicher, „Lord Proof and the Proofcats“, Nostradamus).
Zwischen 1970 und 1972 absolvierte Lang mit seinen Bands mehrere Auftritte in Jugoslawien und Österreich. Er lernte 1975 Ludwig „Wickerl“ Adam kennen und wurde (neben Musikern wie dem später als Falco bekannten Hans Hölzel, Günter Mokesch oder Andy Baum) Mitglied der Hallucination Company und spielte in dieser Gruppe vorerst bis 1979. In dieser Zeit erlernte er auch das Bass-Spiel.
Bald darauf wurde er auch als Solokünstler überregional bekannt. Er arbeitete in Deutschland auch mit Marianne Sägebrecht und in Österreich mit Harri Stojka zusammen.
1980 kehrte Lang zur Hallucination Company zurück. Mit der neuformierten Band nahm er darauf seine erste Single-Veröffentlichung Keine Angst auf. Mit seiner eigenen Band „Dreamboat“ wurde er zu einem der besten Liveacts der damals höchst aktiven österreichischen Musikszene – vor allem im legendären Wiener U4 (etwa zur selben Zeit startete auch Falco ebendort mit seinem Hit Der Kommissar eine Weltkarriere).

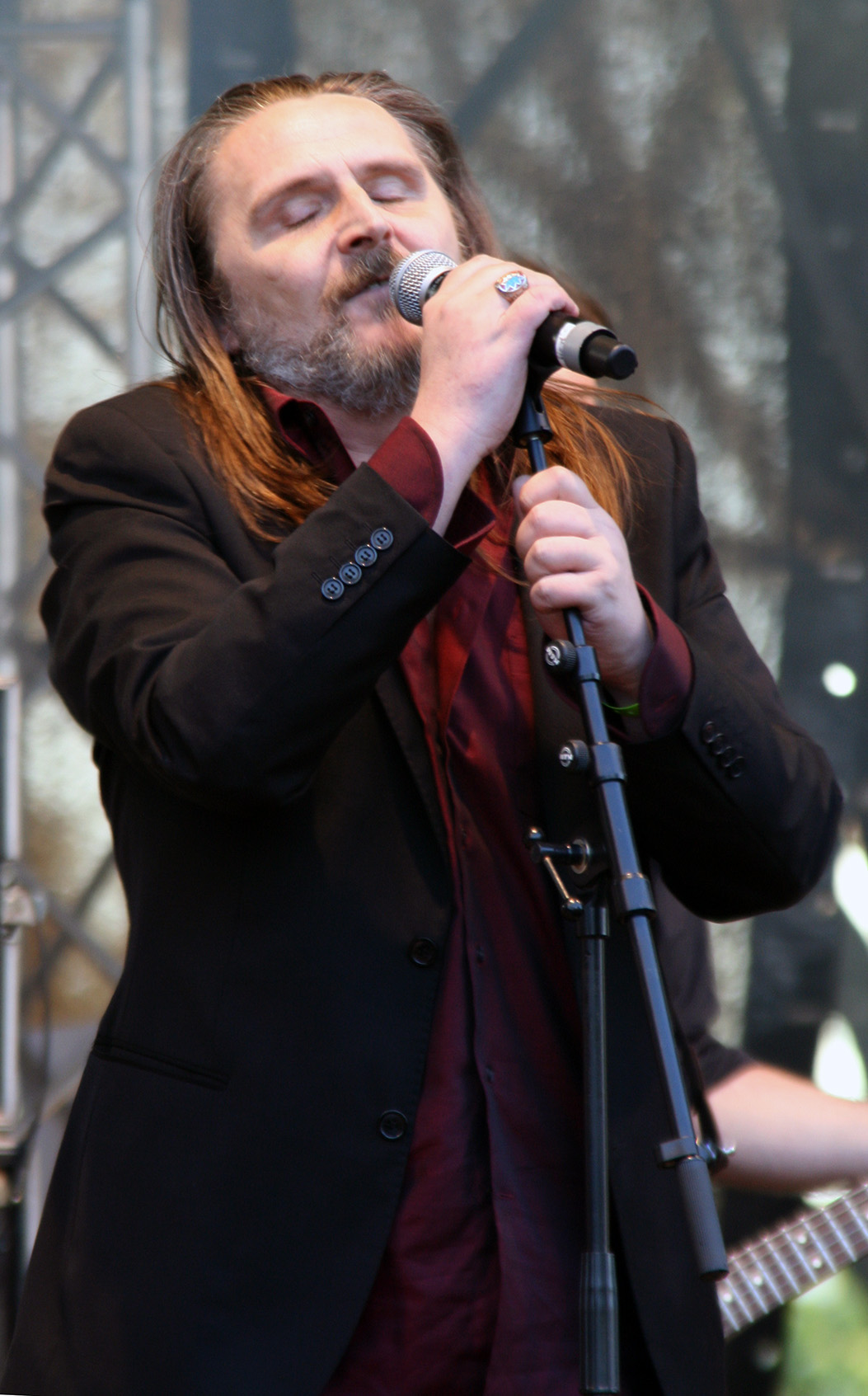
Hansi Lang (Wien 2008)

### Durchbruch und Krise
1982 wurde das „Schallter“-Plattenlabel gegründet, das zu Beginn vier LPs veröffentlichte. An zwei von ihnen war Lang beteiligt. Am Anfang produzierte er mit der Hallucination Company die Platte Vision und danach folgte sein Mini-Album Keine Angst, auf dem das gleichnamige Lied enthalten war. Kurz darauf kam die Langspielplatte Der Taucher auf den Markt, welche sein erster großer kommerzieller Erfolg wurde. Mit der Gruppe Minisex sang er, ebenfalls 1982, das Lied Bikini Atoll ein.
Im Jahr 1984 veröffentlichte er die Platte Ich oder Du und verkörperte die Hauptrolle in dem gleichnamigen österreichischen Film Ich oder du von Dieter Berner. Lang wechselte zunehmend ins Schauspiel- und Musicalfach, wo er z. B. 1985 in Wiener Brut mit Peter Weibel und Peter Turrini spielte. Nach schweren gesundheitlichen Problemen aufgrund seiner Drogensucht legte Lang ab 1986 für drei Jahre eine künstlerische Schaffenspause ein. Sein nächstes Album Hansi Lang, das in englischer Sprache gehalten war, erschien 1989, konnte allerdings nicht an die frühen Erfolge anschließen. Trotzdem waren die Konzerte auf seiner Tournee gut besucht.
Auch als Vorgruppe internationaler Künstler war er im Einsatz. 1983 trat Hansi Lang im Vorprogramm von Supertramp im Wiener Praterstadion (heute Ernst-Happel-Stadion) auf, 1986 spielte er vor Rod Stewart im Stadion Hohe Warte, 1987 heizte Hansi Lang vor David Bowie (Glass Spider Tour) die Stimmung an.
Zwischen 1990 und 1992 konzentrierte sich Lang auf seine Karriere als Schauspieler. So spielte er zum Beispiel im Wiener Metropol im Stück Männerschmerzen mit. Ebenfalls im Metropol präsentierte Lang 1993 sein neues Album Losgeher, welches diesmal wieder mit deutschen Texten aufgenommen worden war.
Im weiteren Verlauf der 1990er-Jahre hielt er mehrere Benefizkonzerte und spielte wieder live mit der Hallucination Company. 1997 kam es auch zu einer kurzen Live-Reunion von Hansi Lang & The new Dreamboat. Weiters wurde ein Live-Album mit dem Namen Spiele Leben Live veröffentlicht, das im Wiener Rockhaus (später Planet Music) aufgenommen worden war. 1997 wirkte Lang in der Rolle des Gefängnisinsassen Kunz, welcher später durch Martin Weinek verkörpert als Dritter im Kommissariatsverbund tätig ist, in der Serie Kommissar Rex mit.

### Weitere Karriere
2000 wirkte Lang in der autobiografischen Rolle als „Citizen Kain“ im Musical F@lco – A Cyber Show (Regie: Paulus Manker) im Wiener Ronacher mit. In dieser Zeit trat er auch als Sänger (seiner alten Hits) mit lokalen Bands (u. a. die Wiener Coverband Elf-11 oder in letzter Zeit Don Juan & die anderen) in Erscheinung.
Gemeinsam mit Thomas Rabitsch und Wolfgang Schlögl gründete er 2004 das Projekt The Slow Club. Für das gemeinsame Album This Is the Slow Club, für das Coverversionen bzw. Neuinterpretationen von Stücken aus dem Great American Songbook aufgenommen wurden, erhielten sie 2006 den österreichischen Musikpreis „Amadeus“ in der Sparte „Bestes Jazz/Folk/Blues-Album“.
Danach arbeitete Lang mit Klaus Wienerroither an dem Programm Die Bucht von Wien (u. a. Vertonung von Gedichten von H. C. Artmann und Neu-Arrangement der Golowin-Lieder von Friedrich Gulda). Sowohl die CD als auch das Live-Programm fanden hohe Anerkennung bei Kritikern und dem interessierten Musikpublikum.
2004 und 2006 wirkte er in 2 Folgen der TV-Reihe Trautmann von Thomas Roth mit.
Lang war auch ein sozial engagierter Künstler (Mitwirkung bei Austria für Afrika; Austria for Asia; „Accepdance“-Antirassismus Clubbing von SOS Mitmensch; Hepatitis-Hilfe Österreich und vielen mehr). 2005 fungierte er als Juror beim Protestsongcontest.

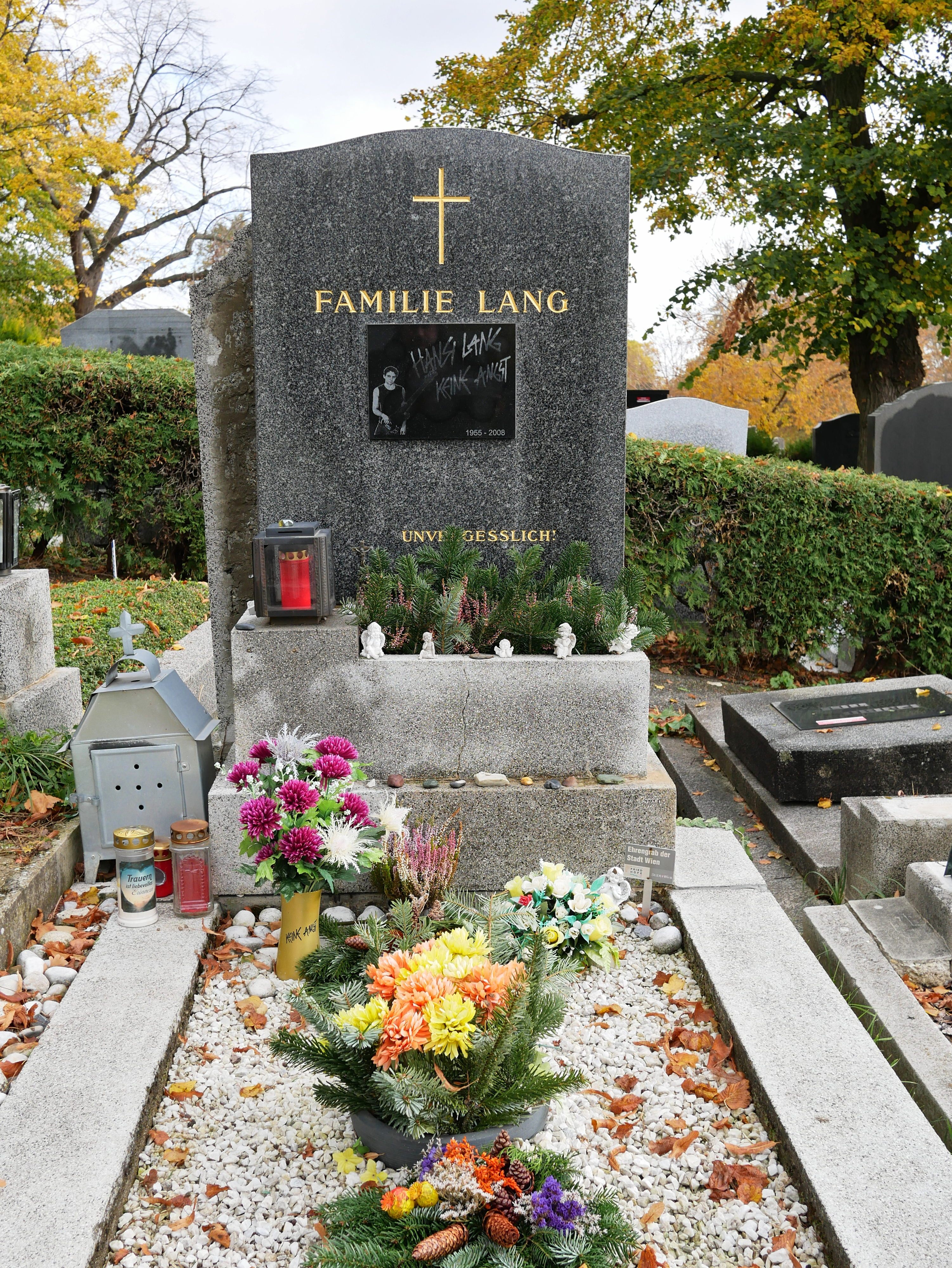
Das Grab von Hansi Lang auf dem Hernalser Friedhof (2021)

In den beiden Jahren vor seinem Tod arbeitete Lang mit Rabitsch und Schlögl am zweiten Slow-Club-Album. Im Gegensatz zum Debütwerk spielten die drei Protagonisten nun ausschließlich Eigenkompositionen ein. Die Veröffentlichung des Albums erlebte Lang jedoch nicht mehr: Während der Abmischarbeiten erlitt er im Tonstudio einen Schlaganfall, an dessen Folgen er am Abend des 24. August 2008 im Wiener AKH verstarb. Hansi Lang wurde am 30. August 2008 im Familiengrab auf dem Hernalser Friedhof in Wien beigesetzt (Gruppe 64, Reihe 3, Nummer 11).
Im November 2008 wurden das Slow-Club-Album House of Sleep sowie die DVD Ich spielte Leben, an der Lang und Regisseur Rudi Dolezal seit über einem Jahr gearbeitet hatten und die einen Überblick über seine gesamte Karriere verschafft, veröffentlicht. Der ORF widmete dem Künstler am 15. November 2008 die Hansi-Lang-Nacht, deren Mittelpunkt Live-Ausschnitte mit dem Slow Club sowie die besagte neu veröffentlichte DVD bildeten.
Am 10. September 2009 wurde Hansi Lang posthum mit einem „Amadeus“ für sein Lebenswerk geehrt.
Im Februar 2015 wurde aus Anlass des 60. Geburtstages von Hansi Lang die CD Spiele Leben - Live wiederaufgelegt. Das Besondere daran ist, dass sie um eine DVD erweitert wurde, die einen bisher unveröffentlichten Mitschnitt eines Konzertes im Wiener Metropol aus dem Jahre 1981 enthält. Im Jahr 2018 beschloss die Döblinger Bezirksvertretung die Benennung eines Gemeindebaus in der Saileräckergasse/Hutweidengasse 23–27 in Hansi-Lang-Hof. Lang hatte dort gewohnt und bis zu seinem Tod gewirkt.

## Privates
Hansi Langs Tochter heißt Lisa.

## Diskografie

### Alben
| Jahr | Titel                        |
| ---- | ---------------------------- |
| 1982 | Keine Angst                  |
| 1982 | Der Taucher                  |
| 1984 | Pyramidenmann                |
| 1984 | Ich oder Du                  |
| 1989 | Hansi Lang                   |
| 1993 | Losgeher                     |
| 1998 | Spiele Leben - Live          |
| 2015 | Spiele Leben - Live CD & DVD |

Slow Club & Die Bucht von Wien (2004–2008)
| Jahr | Titel                         | Künstler                         |
| ---- | ----------------------------- | -------------------------------- |
| 2004 | Welcome to the Slow Club (EP) | Slow Club                        |
| 2005 | This Is the Slow Club         | Slow Club                        |
| 2008 | Die Bucht von Wien            | Hansi Lang & Klaus Wienerroither |
| 2008 | House of Sleep                | Slow Club                        |

### Singles
| Jahr | Titel             | Anmerkungen                                                  |
| ---- | ----------------- | ------------------------------------------------------------ |
| 1982 | Ich spiele Leben  | c/w Ich werde sehen                                          |
| 1982 | Monte Video       | c/w Zucker                                                   |
| 1984 | Josefine          | c/w Lauf                                                     |
| 1989 | Chained Up        | c/w A Stronger Love, My Blue Lover, No Limit                 |
| 1990 | What a feeling    | c/w A Moment in My Song                                      |
| 1993 | Unten im Paradies | c/w Kind ohne Zeit, Das Bild vom Teufel & mir, Nur du, Angst |
| 1993 | Hände an mir      | c/w Das Bild vom Teufel & mir, Nur du (Demo Version)         |

### Kompilationen
| Jahr | Titel                         |
| ---- | ----------------------------- |
| 1989 | Keine Angst - Alle seine Hits |
| 1997 | The Original Very Best Of     |
| 2005 | Austropop Kult                |
| 2012 | The Best Of (Krone-Edition)   |

## Auszeichnungen
- 2006: Amadeus Austrian Music Award für This Is The Slow Club in der Rubrik „Jazz/Blues/Folk-Album des Jahres national“ mit The Slow Club
- 2006: Goldenes Verdienstzeichen der Stadt Wien
- 2009: Amadeus Austrian Music Award für sein Lebenswerk